# Promis... juré!
Promis... juré! è un film del 1987 diretto da Jacques Monnet.
Nel 2019, Jacques Monnet è stato ospite d'onore al Festival Films courts di Dinan, che ha pianificato una retrospettiva del film girato trentadue anni prima nella città medievale..

## Trama
Il film segue le avventure di Pierre-Marie, dodicenne di una piccola città della Bretagna durante la seconda guerra mondiale.